# Nārīān
Nārīān (persiska: ناريان, Nārīyān) är en ort i Iran.   Den ligger i provinsen Alborz, i den norra delen av landet, 70 km nordväst om huvudstaden Teheran. Nārīān ligger 2 356 meter över havet och antalet invånare är 440.
Terrängen runt Nārīān är kuperad åt sydväst, men åt nordost är den bergig. Nārīān ligger nere i en dal.Runt Nārīān är det ganska tätbefolkat, med 96 invånare per kvadratkilometer. Nārīān är det största samhället i trakten. Trakten runt Nārīān består i huvudsak av gräsmarker.